# Élie Okobo
Élie-Franck Okobo (* 23. Oktober 1997 in Bordeaux) ist ein französischer Basketballspieler. Er gehört zur Mannschaft von AS Monaco.

## Laufbahn
Okobo entstammt einer Sportlerfamilie: Sein Vater und sein kleiner Bruder spielten Basketball, sein großer Bruder Handball. Okobo sammelte in der Saison 2013/14 erste Erfahrung im Erwachsenenbasketball beim Drittligisten JSA Bordeaux, 2014 wechselte er in die Nachwuchsabteilung des Erstligisten Élan Béarnais Pau-Lacq-Orthez. In der höchsten Spielklasse des Landes kam er erstmals in der Saison 2015/16 zum Einsatz. Während des Spieljahres 2016/17 stand er bereits in 19 Erstligaspielen auf dem Feld und erzielte im Schnitt 4,8 Punkte pro Partie, in der Saison 2017/18 waren es in 34 Einsätzen dann Mittelwerte von 12,9 Punkten und 4,8 Korbvorlagen. Er trat mit Pau-Orthez auch im europäischen Vereinswettbewerb Eurocup an.
Im Juni 2018 sicherten sich die Phoenix Suns beim Draft-Verfahren der NBA zu Beginn der zweiten Auswahlrunde die Rechte an dem französischen Spielmacher. Er wurde von Phoenix mit einem Vierjahresvertrag ausgestattet. Ende November 2020 wurde er aus dem Aufgebot gestrichen. Mitte Dezember 2020 wurde der Franzose von einer anderen NBA-Mannschaft, den Brooklyn Nets, verpflichtet und drei Tage später noch vor dem Saisonauftakt wieder entlassen.
Im Sommer 2021 wurde er vom amtierenden französischen Meister und EuroLeague-Teilnehmer ASVEL Lyon-Villeurbanne verpflichtet. Im Juni 2022 gewann Okobo mit ASVEL die französische Meisterschaft und wurde als bester Spieler der Endrunde ausgezeichnet. Hernach wechselte er zum Vizemeister AS Monaco. Im Mai 2023 wurde er mit Monaco Dritter der EuroLeague, im Spiel um den dritten Platz gelangen ihm zehn Punkte. Anschließend errang Okobo mit der Mannschaft im Juni 2023 die französische Meisterschaft. 2024 wurde der Gewinn des Meistertitels wiederholt. Okobo stand in der mannschaftsinternen Korbjägerliste in der französischen Liga 2023/24 auf dem zweiten Rang (12,8 Punkte je Begegnung). Im Mai 2025 erreichte er mit Monaco das Euroleague-Endspiel. Dieses verlor man gegen Fenerbahçe Istanbul.

### Nationalmannschaft
Bei der U20-Europameisterschaft 2016 führte er die französische Mannschaft als bester Korbschütze mit 18,9 Punkten pro Begegnung an, ein Jahr später gewann er mit Frankreich Bronze bei der U20-EM.
Im November 2017 wurde er erstmals in die A-Nationalmannschaft berufen. 2022 wurde er mit Frankreich Zweiter der Europameisterschaft.